# 新莊管樂團
新莊管樂團（英語：Xin Zhuang Symphonic Band）成立於2000年10月，為新北市新莊文化藝術中心的附屬之新莊市管樂團，多年來在黃林玲玲（歷任新莊市長、現任新北市議員）及許炳崑（現任新莊區長）的支持下，屢屢獲邀出國演出，成績斐然。
在民國99年12月25日臺北縣政府改制升格後，隨著新莊文化藝術中心納編至新北市政府文化局轄下，並更名為新莊管樂團，已於109年停招及演出。

## 入團條件
- 管樂學齡二年以上
- 設籍或就讀新北市國小五年級以上學生（五年級以下需檢附指導老師之推薦函）

2015年特別開放設籍新北市的社會人士可以參與徵選。
符合以上條件並經過樂團徵試通過後，即能成為正式團員。
正式團員每年需定期進行團員徵試。

## 演出
- 每年固定有兩次定期音樂會，是年底的年度成果音樂會。[2]及新北市鄉土藝術季。[3]。

## 海外演出
- 2006年8月 日本【神戶親和女子高校 交流演出】
- 2009年8月 新加坡、馬來西亞與「德國斯圖加特青少年室內管弦樂團」、「臺北縣新店愛樂管弦樂團」聯合演出【兩「新」相樂‧「斯」音飛揚聯合音樂會】
- 2010年8月 韓國【濟州國際管樂節】

## 音樂總監(兼任指揮)
- 吳震銘 2000年-2014年
- 張鴻宇 2014年-迄今